# 899
899 (DCCCXCIX) fue un año común comenzado en lunes del calendario juliano, en vigor en aquella fecha.

## Acontecimientos
- Eduardo el Viejo se convierte en rey de Inglaterra.
- Gorm el Viejo se convierte en rey de Dinamarca.
- Regino de Prüm es expulsado de Prüm, y se convierte en abad de San Martín en Tréveris.
- Primer documento histórico en el que aparece Munio Núñez como conde de Castilla.

## Fallecimientos
- 26 de octubre: Alfredo el Grande, rey inglés.
- 8 de diciembre: Arnulfo de Carintia, rey franco.